# Гіоргі Санайя
Гіоргі Санайя (груз. გიორგი სანაია; * 24 лютого 1975 — † 26 липня 2001, Тбілісі) — грузинський журналіст, ведучий програм новин у Тбілісі. Застрелений у власній квартирі.

## Біографія
Безпосередньо перед смертю Санайя досліджував діяльність чеченських повстанців та контрабанду наркотиків у грузинській долині Панкісі і мав контакти з воєначальниками. Він очікував відеоматеріали, які повинні були показати терористів та урядовців Грузії під час передачі наркотиків. 26 липня 2001 року він був застрелений у своїй квартирі вночі пострілом із гвинтівки 9 калібру.  
Грузинська громадськість підозрювала, що урядовці наказали його ліквідувати.
5 грудня 2001 року було заарештовано 26-річного колишнього співробітника служби безпеки Міністерства внутрішніх справ Грузії Джорджі Чурцілава. Він зізнався, що розстріляв журналіста під час суперечки у його квартирі. Він використав свою колишню службову зброю і мав ключ від квартири Санайї. У липні 2003 року районний суд Глдані-Надзаладеві засудив убивцю до позбавлення волі на 13 років.
Грузинська громадськість підозрювала уряд Шеварнадзе, що стоїть за смертю журналіста. Через день після смерті Санайя 200 журналістів протестували перед будівлею парламенту Тбілісі проти нездатності поліції захистити свободу преси. Близько 10 000 людей відвідали похорон Санайї.
Санайя був одружений з Чатуні Цчайдай і мав сина.